# آندری اسکابیکا
آندری اسکابیکا (بلاروسی: А́ндрэй Сярге́евіч Скабе́йка؛ زادهٔ ۱۱ ژوئن ۱۹۹۵) ورزشکار پرش ارتفاع اهل بلاروس است.